# Khurram Parvez
Khurram Parvez   (Srinagar, 1977) és un defensor dels drets humans caixmiri. És el president de la Federació Asiàtica Contra les Desaparicions Involuntàries (AFAD) i el coordinador de la Coalició de la Societat Civil de Jammu i Caixmir (JKCCS). Va rebre el premi Reebok Human Rights Award el 2006, i va ser inclòs en la llista de la revista Time de les 100 persones més influents el 2022.

## Trajectòria
El 14 de setembre de 2016, Khurram Parvez va ser detingut per primera vegada per les autoritats índies a l'aeroport de Nova Delhi a fi d'impedir-li assistir a la 33a sessió del Consell de Drets Humans de les Nacions Unides a Ginebra i informar a l'Alt Comissionat per als Drets Humans i els governs estrangers sobre les atrocitats comeses per les forces armades índies a l'estat de Jammu i Caixmir durant les protestes de 2016.
L'endemà, va ser arrestat per funcionaris indis a la seva casa de Srinagar. El 21 de setembre, un dia després que un tribunal ordenés el seu alliberament, Parvez va ser detingut per segona vegada en base de la Llei de seguretat pública. El 25 de novembre de 2016, el Tribunal Superior de Jammu i Caixmir va anul·lar la seva detenció, tot i que no va ser alliberat. Després de 76 dies de detenció, el 30 de novembre va sortir de la presó.
El 22 de novembre de 2021, Parvez va ser detingut pels serveis secrets després d'haver estat acusat de «finançar el terrorisme» i «conspirar per fer la guerra contra l'Índia», i la seva casa i el seu lloc de treball van ser assaltats. La detenció, un any després, continuava essent preventiva i no s'havia celebrat cap judici.